# Gerhard Herzberg
Gerhard Herzberg (25.12.1904 – 3.3.1999), là nhà vật lý học và nhà hóa lý tiên phong người Canada gốc Đức đã đoạt Giải Nobel Hóa học năm 1971.

## Tiểu sử tóm tắt
- 1904 Sinh tại Hamburg, Đức
- 1928 đậu bằng tiến sĩ ở Đại học Công nghệ Darmstadt dưới sự hướng dẫn của H. Rau
- 1928–1930 nghiên cứu hậu tiến sĩ ở Đại học Göttingen và Đại học Bristol dưới sự hướng dẫn của James Franck, Max Born, John Lennard-Jones
- 1930 giảng viên và giáo sư phụ tá môn Vật lý ở Đại học Công nghệ Darmstadt
- 1935 sang Canada làm Giáo sư thỉnh giảng ở Đại học Saskatchewan (Saskatoon, Canada)
- 1936–1945 Giáo sư Vật lý học ở Đại học Saskatchewan
- 1939 Hội viên Royal Society of Canada (Hội Khoa học Hoàng gia Canada)
- 1945–1948 Giáo sư phổ học, Đài thiên văn Yerkes, Đại học Chicago (Chicago, Hoa Kỳ)
- 1948 Giám đốc Phân ban Vật lý thuần túy, Hội đồng nghiên cứu quốc gia Canada
- 1951 Hội viên Royal Society London[1]
- 1957–1963 Phó chủ tịch Hội liên hiệp Vật lý ứng dụng và Vật lý thuần túy quốc tế
- 1956–1957 Chủ tịch Hiệp hội các nhà vật lý Canada
- 1960 diễn thuyết ở Royal Society of London
- 1966–1967 Chủ tịch Royal Society of Canada (Hội Khoa học hoàng gia Canada)
- 1968 được thưởng Order of Canada (Huân chương Canada)
- 1968 Giảng viên Hóa học chức George Fischer Baker không lưu trú ở Đại học Cornell (Ithaca, Hoa Kỳ)
- 1969 đoạt Giải Willard Gibbs
- 1969 Nhà khoa học nghiên cứu ưu tú ở Phân ban Vật lý tái phối hợp của Hội đồng nghiên cứu quốc gia Canada
- 1970 Diễn thuyết ở Hội Hóa học London, nhận Huy chương Faraday
- 1971 đoạt Giải Nobel Hóa học "cho các đóng góp vào sự hiểu biết cấu trúc điện tử và hình học của các phân tử, nhất là các gốc tự do (free radicals)"
- 1971 Royal Medal của Royal Society of London
- 1973-1980 Hiệu trưởng danh dự Đại học Carleton (Ottawa, Canada)
- 1992 Tuyên thệ nhận chức Queen's Privy Council for Canada
- 1999 Từ trần ở tuổi 94

## Nghiên cứu
Công trình nghiên cứu chính của Herzberg liên quan tới phổ học phân tử và nguyên tử. Ông nổi tiếng vì đã sử dụng các kỹ thuật này để xác định cấu trúc của các phân tử có 2 nguyên tử và các ion đa nguyên tử.

## Giải thưởng và Vinh dự
Ngoài giải Nobel và giải Willard Gibbs, Herzberg còn được vinh dự làm hội viên của rất nhiều hội khoa học, được nhận nhiều giải thưởng và cấp bằng danh dự ở nhiều nước khác nhau. 
- Huy chương vàng Gerhard Herzberg của Canada về Khoa học và khoa Công trình, giải thưởng cao nhất về nghiên cứu của Canada được đặt theo tên để vinh danh ông vào năm 2000.
- Hiệp hội các nhà vật lý Canada cũng có một giải thưởng hàng năm đặt theo tên ông.
- Viện Vật lý thiên thể Herzberg được đặt theo tên ông.
- Ông được bầu làm viện sĩ Viện Hàn lâm Khoa học Phân tử lượng tử quốc tế.
- Tiểu hành tinh 3316 Herzberg được đặt theo tên ông
- Năm 1964 ông được thưởng Huy chương Frederic Ives Medal của Hội Quang học Hoa Kỳ
- Tòa nhà chính của John Abbott College tại Montréal được đặt theo tên ông.
- Một công viên công cộng ở College Park gần Saskatoon cũng mang tên ông.

## Tác phẩm
- Molecular Spectra and Molecular Structure: I. Spectra of Diatomic Molecules.
- Molecular Spectra and Molecular Structure: II. Infrared and Raman Spectra of Polyatomic Molecules.
- Molecular Spectra and Molecular Structure: III. Electronic Spectra and Electronic Structure of Polyatomic Molecules.